# Mercury Falling
| Recensione           | Giudizio |
| -------------------- | -------- |
| AllMusic             |          |
| Chicago Tribune      |          |
| Entertainment Weekly | (A−)     |
| Houston Chronicle    |          |
| Los Angeles Times    |          |
| Rolling Stone        |          |

Mercury Falling è il quinto album da solista del cantante britannico Sting, pubblicato nel marzo del 1996.
Circa una settimana prima della pubblicazione di Mercury Falling, Sting ha tenuto un concerto a New York durante il quale ha presentato l'album in anteprima. L'album è risultato essere uno dei più venduti in Italia durante il 1996, con circa 210 000 copie vendute.
L'album ha ricevuto due candidature ai Grammy Awards del 1997 nelle categorie Miglior album pop vocale e Miglior interpretazione vocale maschile (quest'ultima per Let Your Soul Be Your Pilot).

## Il disco
L'album è stato composto quasi interamente dallo stesso Sting, durante il suo soggiorno all'isola di Pantelleria (TP) nell'estate del 1995.
All'interno del disco sono presenti influenze diverse, dalla bossa nova di La belle dame sans regrets alla melodia latina di Valparaiso, fino al gospel del singolo di lancio Let Your Soul Be Your Pilot. Quello stesso anno, Valparaiso è stata utilizzata nei titoli di coda del film L'Albatross - Oltre la tempesta di Ridley Scott.
Sting ha ottenuto il suo primo e unico successo country grazie al singolo I'm So Happy I Can't Stop Crying, registrata l'anno successivo in una nuova versione in duetto con il cantante statunitense Toby Keith e inserita nell'album Dream Walkin' di Keith.
La traccia The Hounds of Winter sarà reinterpretata da Sting per l'inserimento nell'album di musica tradizionale If on a Winter's Night... nel 2009. Nello stesso album verrà anche inserita una nuova versione di Lullaby for an Anxious Child, brano proveniente dalle sessioni di registrazione di Mercury Falling, ma poi scartato dalla versione finale e incluso solamente come lato B del singolo You Still Touch Me.
Curiosamente, l'album ha inizio proprio con le parole "Mercury Falling" della canzone The Hounds of Winter e si conclude con le stesse nell'ultimo brano Lithium Sunset.

## Tracce
Tutte le canzoni sono state composte da Sting ad eccezione di La belle dame sans regrets che è stata scritta, arrangiata e composta da Sting assieme al chitarrista Dominic Miller.
1. The Hounds of Winter – 5:27
2. I Hung My Head – 4:40
3. Let Your Soul Be Your Pilot – 6:41
4. I Was Brought to My Senses – 5:48
5. You Still Touch Me – 3:46
6. I'm So Happy I Can't Stop Crying – 3:56
7. All Four Seasons – 4:28
8. Twenty Five to Midnight – 4:09
9. La belle dame sans regrets – 5:17
10. Valparaiso – 5:27
11. Lithium Sunset – 2:38

Twenty Five to Midnight non è stata inclusa nelle edizioni canadesi e statunitensi dell'album.

## Riscontro di critica
Il critico musicale Stephen Thomas Erlewine di AllMusic ha fatto notare che: «a metà tra la sensibilità pop di Ten Summoner's Tales e la pretenziosa ambizione di The Soul Cages, Mercury Falling è uno dei dischi più ermetici di Sting, anche se non riesce a imporsi come i suoi precedenti album solisti». Ha poi dato all'album una valutazione finale di 2 stelle e mezzo su 5.

## Formazione
- Sting – voce, basso
- Dominic Miller – chitarre
- Vinnie Colaiuta – batteria
- Kenny Kirkland – tastiere
- Branford Marsalis – sassofono
- Andrew Love – sassofono
- Gerry Richardson – organo Hammond in Let Your Soul Be Your Pilot
- Tony Walters – cori
- Lance Ellington – cori
- Shirley Lewis – cori
- East London Gospel Choir – cori
- Kathryn Tickell – cornamusa del Northumberland, fiddle
- B.J. Cole – pedal steel guitar
- Wayne Jackson – tromba

## Classifiche

### Classifiche di fine anno
| Classifica (1996) | Posizione massima |
| ----------------- | ----------------- |
| Australia         | 14                |
| Austria           | 1                 |
| Belgio (Fiandre)  | 7                 |
| Belgio (Vallonia) | 4                 |
| Canada            | 8                 |
| Danimarca         | 7                 |
| Europa            | 1                 |
| Finlandia         | 1                 |
| Francia           | 35                |
| Germania          | 2                 |
| Giappone          | 4                 |
| Italia            | 1                 |
| Norvegia          | 4                 |
| Nuova Zelanda     | 7                 |
| Paesi Bassi       | 3                 |
| Portogallo        | 9                 |
| Regno Unito       | 4                 |
| Spagna            | 5                 |
| Stati Uniti       | 5                 |
| Svezia            | 2                 |
| Svizzera          | 1                 |

| Classifica (1996) | Posizione |
| ----------------- | --------- |
| Austria           | 24        |
| Canada            | 43        |
| Francia           | 66        |
| Giappone          | 118       |
| Italia            | 10        |
| Paesi Bassi       | 37        |
| Regno Unito       | 52        |
| Stati Uniti       | 80        |
| Svizzera          | 43        |

## Singoli
| Anno | Titolo                                                | UK | USA | USA Adult | USA Country |
| ---- | ----------------------------------------------------- | -- | --- | --------- | ----------- |
| 1996 | Let Your Soul Be Your Pilot                           | 15 | 86  | —         | —           |
| 1996 | You Still Touch Me                                    | 27 | 60  | 21        | —           |
| 1996 | I Was Brought to My Senses                            | 31 | —   | —         | —           |
| 1996 | I'm So Happy I Can't Stop Crying                      | 54 | 94  | —         | —           |
| 1997 | I'm So Happy I Can't Stop Crying (Toby Keith & Sting) | —  | 84  | —         | 2           |

## Tour promozionale
Per promuovere l'album, Sting intraprese un tour mondiale partito il 2 marzo 1996 dal Palladium di New York City e conclusosi il 13 luglio 1997 all'Arena di Pola (Croazia). Per quanto riguarda l'Italia, il tour fece tappa nelle seguenti date:
- 01/05/1996 - Bologna - Casalecchio Palasport
- 03/05/1996 - Torino - PalaTorino
- 04/05/1996 - Milano - FilaForum
- 05/05/1996 - Bolzano - Palaonda
- 07/05/1996 - Udine - Villa Manin
- 09/05/1996 - Firenze - Nelson Mandela Forum
- 10/05/1996 - Roma - PalaEur
- 12/05/1996 - Acireale - PalaTupparello
- 13/05/1996 - Napoli - Palazzetto dello sport Mario Argento
- 14/05/1996 - Pescara - Stadio Adriatico-Giovanni Cornacchia
- 21/06/1997 - Verona - Arena di Verona
- 22/06/1997 - Arezzo - Stadio Città di Arezzo[57]